# Julio César García Almaraz
Julio César García Almaraz (* 25. Oktober 1976 in Monterrey, Nuevo León), auch bekannt unter dem Spitznamen El Negro (Der Schwarze), ist ein ehemaliger mexikanischer Fußballspieler, der vorwiegend im Mittelfeld eingesetzt wurde und aktuell als Trainer tätig ist.

## Leben
Julio García begann seine Laufbahn bei Saltillo Soccer, einem Farmteam des CF Monterrey, für dessen erste Mannschaft er erstmals im Torneo Verano 1997 zum Einsatz kam. Anschließend spielte García in der höchsten mexikanischen Fußballliga noch für die Toros Neza und den Club Deportivo Guadalajara sowie für die Cobras Ciudad Juárez in der zweiten Liga.
Nach dem Ende seiner aktiven Laufbahn begann García eine Laufbahn als Trainer. Er arbeitete im Trainerstab verschiedener Vereine, war als Cheftrainer erstmals für den Chapala FC im Einsatz und wurde zu Beginn der Saison 2021/22 von seinem ehemaligen Verein Saltillo Soccer verpflichtet, der ebenfalls in der Liga TDP spielte. Ein Jahr später erhielt García einen Vertrag als Cheftrainer bei den in der drittklassigen Liga Premier spielenden Gavilanes de Matamoros.